# 日吉村 (千葉県匝瑳郡)
日吉村（ひよしそん）とは、千葉県香取郡・匝瑳郡にかつて存在した村である。

## 地理
- 現在の山武郡横芝光町、旧光町の北部に位置している。
- 村域は台地と平地が入り組む谷戸が多い地形になっている。

## 歴史

### 村名の由来
村域にある日吉神社にちなむ。現在は横芝光町立日吉小学校，日吉郵便局等にその名をとどめる。

### 沿革
- 1889年（明治22年）4月1日 - 町村制施行に伴い、篠本村・新井村・宝米村・市野原村・二又村が合併し、香取郡日吉村が発足。
- 1948年（昭和23年）11月3日 - 匝瑳郡に変更、匝瑳郡日吉村になる。
- 1954年（昭和29年）5月3日 - 南条村・東陽村・白浜村と合併して光町が発足。日吉村は消滅。

変遷表
| 1868年 以前 | 1868年 以前 | 明治22年 4月1日 | 明治22年 4月1日 | 昭和23年 11月3日 | 昭和23年 11月3日 | 昭和29年 5月3日 | 平成18年 3月27日 | 現在     |
| ----------- | ----------- | --------------- | --------------- | ---------------- | ---------------- | --------------- | ---------------- | -------- |
|             | 篠本村      | 香取郡          | 日吉村          | 匝瑳郡           | 日吉村           | 光町            | 山武郡 横芝光町  | 横芝光町 |
|             | 新井村      | 香取郡          | 日吉村          | 匝瑳郡           | 日吉村           | 光町            | 山武郡 横芝光町  | 横芝光町 |
|             | 市野原村    | 香取郡          | 日吉村          | 匝瑳郡           | 日吉村           | 光町            | 山武郡 横芝光町  | 横芝光町 |
|             | 二又村      | 香取郡          | 日吉村          | 匝瑳郡           | 日吉村           | 光町            | 山武郡 横芝光町  | 横芝光町 |
|             | 宝米村      | 香取郡          | 日吉村          | 匝瑳郡           | 日吉村           | 光町            | 山武郡 横芝光町  | 横芝光町 |

## 人口・世帯

### 人口
総数 [単位： 人]
| 1891年（明治24年） | 2,000 |
| 1920年（大正 9年） | 2,247 |
| 1954年（昭和29年） | 2,673 |

### 世帯
総数 [単位： 世帯]
| 1920年（大正 9年） | 423 |
| 1954年（昭和29年） | 448 |